# Manuel Flores Varela
Manuel Flores Varela (Monterrey, Nuevo León, 12 de junio de 1901 - ibidem, 2 de octubre de 1970) fue un músico, profesor y político mexicano.
Nació en Monterrey, Nuevo León, el 12 de junio de 1901. Estudió música en la Academia Beethoven con los maestros Daniel Zambrano y Antonio Ortiz. Fue miembro del conjunto de la cámara del cine Variedades y director de la orquesta Metrónomo. Fue regidor y secretario del Ayuntamiento de Monterrey en 1937, diputado al Congreso Local en 1937-38, y alcalde de la ciudad de Monterrey entre 1939 y 1940. Durante su administración creó la escuela municipal de música que dirigió Alicia González; creó la biblioteca municipal Felipe Guerra Castro. Fue oficial mayor de gobierno en la administración del Lic. Raúl Rangel Frías en 1955-61, e intervino también en la fundación de la Escuela de Música (actual Facultad de Música) de la Universidad Autónoma de Nuevo León y en la creación de la Orquesta Sinfónica de la misma Universidad. Figuró en instituciones sindicales y federaciones obreras, así como en actividades masónicas y clubes de servicio.
Manuel Flores Varela murió en Monterrey el 2 de octubre de 1970.